# Planetella caudata
Planetella caudata är en tvåvingeart som först beskrevs av Ephraim Porter Felt 1916.  Planetella caudata ingår i släktet Planetella och familjen gallmyggor.
Artens utbredningsområde är Tennessee. Inga underarter finns listade i Catalogue of Life.